# Nagaizumi
Nagaizumi (長泉町, Nagaizumi-chō) est un bourg du district de Suntō, situé dans la préfecture de Shizuoka, au Japon.

## Géographie

### Démographie
Au 1er novembre 2013, la population de Nagaizumi s'élevait à 41 933 habitants répartis sur une superficie de 26,51 km2.